# Бонні (ураган, 2022)
Ураган «Бонні» (англ. Hurricane Bonnie)  – сильний ураган 3 категорії, який пережив перехід від Атлантичного океану до Тихого океану, першим після урагану Отто в 2016 році. Бонні був першим із двох тропічних циклонів у 2022 році, який перетнув Атлантику в Тихий океан, другим був ураган Джулія.
Щонайменше 3572 особи були евакуйовані в Коста-Риці. Сильні дощі призвели до повеней і численних селевих потоків, у результаті чого в Тринідаді і Тобаго було затоплено 40 будинків. Загалом загинули 5 людей, збитки оцінили в 25 мільйонів доларів.

## Метеорологічна історія

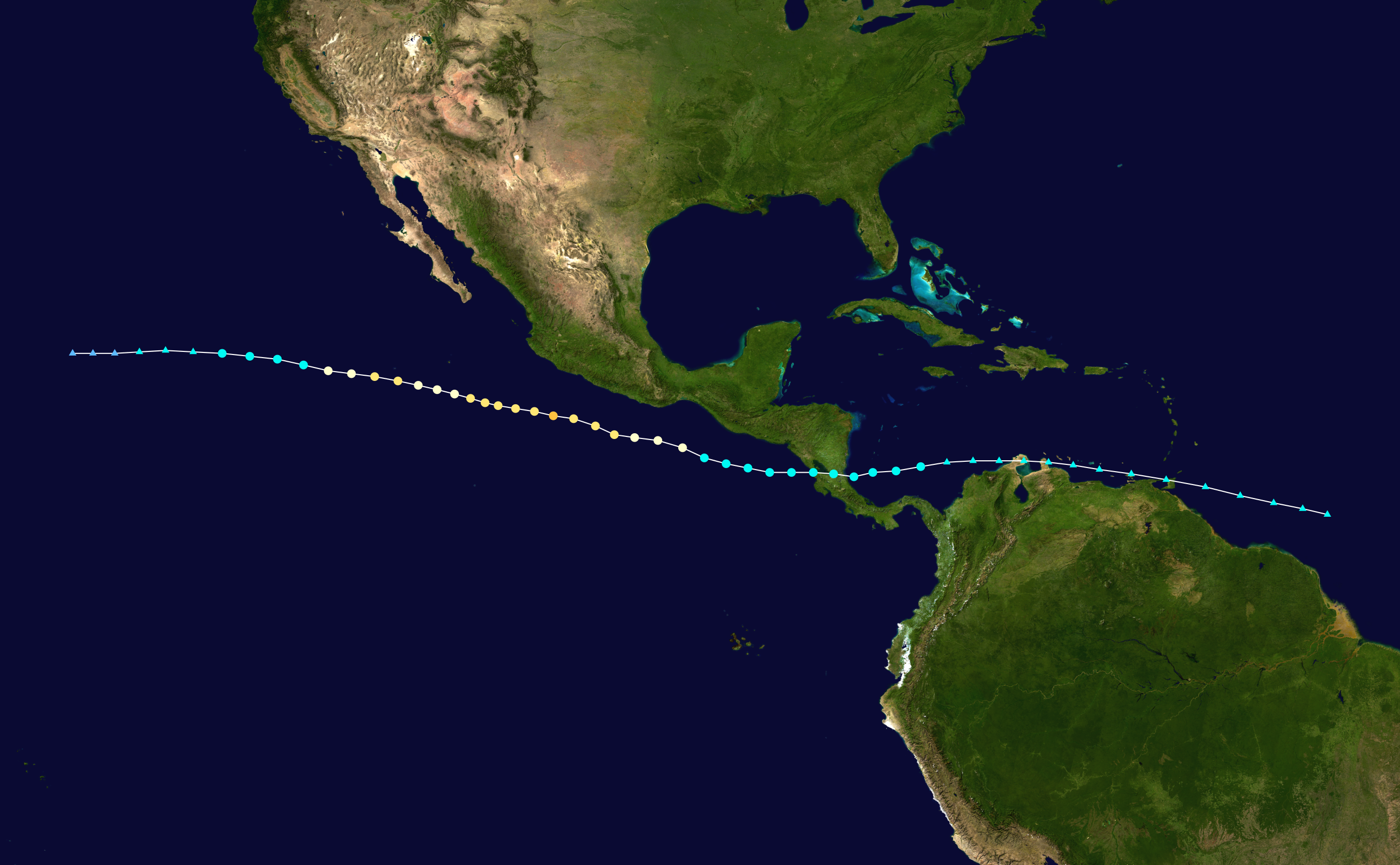
Карта шляху і інтенсивності Урагану Бонні за шкалою Саффіра–Сімпсона

Походження урагану «Бонні» можна простежити від тропічної хвилі, яка виникла біля західного узбережжя Африки 23 червня, за якою відслідковується NHC. До 25 червня хвиля стала чіткіше визначеною: її обмежена злива та грозова активність зросла, коли вона рухалася на північний-захід до Навітряних островів. Через загрозу для Навітряних островів, його було визначено як потенційний тропічний циклон 2 о 21:00 UTC 27 червня. Приблизно в цей час літак-розвідник Мисливці за ураганами знайшов територію тропічних штормових вітрів, незважаючи на відсутність закритої циркуляції.
Коли система наближалася до Навітряних островів, циркуляція середнього рівня була зміщена, а конвекція була дезорієнтована на лінію схід-захід. Перетнувши Навітряні острови вранці 29 червня тропічна хвиля виглядало як тропічний циклон за звичайними супутниковими даними, демонструючи великі спалахи конвекції поблизу центру та помітні смуги дощу, що рухалися на захід зі швидкістю 23 вузли (26 миль/год; 43). км/год). Однак спостереження за даними все ще показали, що хвиля не має чітко визначеного центру або структури низького рівня. Потім хвилювання поширилося вздовж островів ABC і північного узбережжя [[Південна Америка|Південної Америки, спричинивши сильні опади по всьому регіону.

Тропічний шторм «Бонні» обрушується на кордон Коста-Рики та Нікарагуа 2 липня

Потім він перетнув півострів Гуахіра в Південній Америці близько 09:00 UTC 30 червня. Під час і після цього середні рівні тропічної стали чіткішими, глибока конвекція, пов'язана з системою, збереглася і повітря Дані розвідки [[Мисливці за ураганами] підтвердили, що циркуляція стала чіткою. Отже, збурення стало тропічним штормом, отримавши назву Бонні 1 липня о 13:15 UTC. Відповідно до супутникових знімків, шторм став краще організованим із глибшою конвекцією в центрі. О 03:00 UTC 2 липня «Бонні» вийшов на південь від кордону Коста-Рики з Нікарагуа. Тоді швидкість вітру була 50 миль/год (85 км/год). Після виходу на сушу Бонні рухалася через Центральну Америку, з найхолоднішими хмарами над центром.
О 15:00 UTC 2 липня Бонні перетнув басейн Тихого океану, ставши першим, хто пережив перехід з Атлантики в Тихий після урагану Отто в 2016 році. Чітко визначений центр циркуляції та смуги зберігалися під час шторму через кілька годин. Супутникове зображення показало розвиток внутрішнього ядра. Бонні продовжувала організацію, на супутникових знімках було видно сильну конвективну смугу на західних частинах шторму. 4 липня на південь від Саліна-Крус, штат Оахака, ураган Бонні посилився до урагану 1 категорії за шкалою Саффіра-Сімпсона, що робить його третім ураганом тихоокеанського сезону ураганів. Через дев'ять годин з'явилося нерівне око циклону, яке було видно на супутникових знімках. Пізніше того дня Бонні посилилася до системи 2 категорії, оскільки внутрішнє ядро та чітке око стали очевидними, а відтік на верхньому рівні став досить чітко визначеним.
Подальше посилення було ненадовго зупинено посиленням зсуву вітру з північного на північний схід протягом ночі 4-5 липня, але незабаром відновилося, і о 15:00 UTC 5 липня Бонні досяг піку інтенсивності як ураган 3 категорії з максимальною стійкістю вітру 115 миль/год (185 км/год) і мінімальний центральний тиск 964 мбар (28,5 дюйма рт. ст.). Невдовзі після цього структура хмар Бонні погіршилася, і її око почало ставати менш чітким, внаслідок чого сила циклону ослабла до 2 категорії до 03:00 UTC 6 липня. Бонні почала швидко слабшають через зсув вітру та більш прохолодну воду. У результаті сила урагану ослабла до 1 категорії, коли він проходив на південь від Острів Кларіон 7 липня.  Циркуляційний центр став вбудованим у невелику центральну щільну хмарність на півночі рано 8 липня, що відзначає деградацію Бонні до тропічного шторму. О 21:00 UTC 9 липня Бонні перетворився на посттропічний циклон. Залишковий мінімум перемістився на захід і розсіявся в північній частині Тихого океану 11 липня.

## Підготовка та наслідки

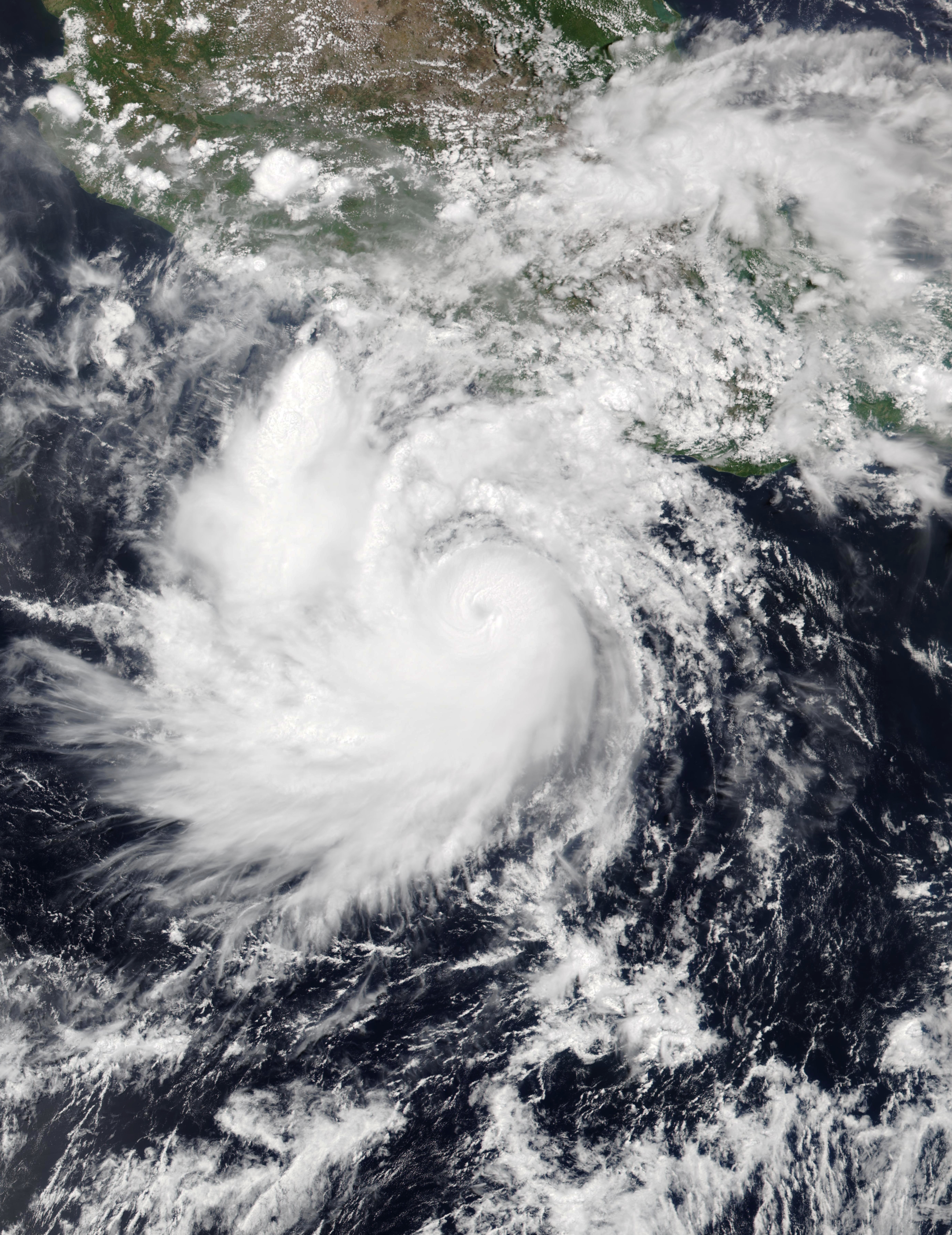
Ураган Бонні біля південного узбережжя Мексики 4 липня

Після визначення потенційного тропічного циклону ввечері 27 червня було опубліковано попередження про тропічний шторм для Тринідаду і Тобаго та Гренади. Ці попередження були скасовані до 09:00 UTC 29 червня.

### Тринідад і Тобаго
Національна метеорологічна служба опублікувала помаранчеве попередження про тропічний шторм. Школи були закриті 28 червня для студентів, які не навчаються в CAPE, і повинні були відновитися наступного дня. [40] Кілька внутрішніх рейсів до/з Сполучених Штатів, Барбадосу, Гаяни, Ямайки, Суринаму, Сінт-Мартена та Кюрасао перевізником Caribbean Airlines було скасовано або затримано. Уряд Тринідаду і Тобаго розглянув можливість дозволити працівникам державного сектору працювати віддалено за погодних умов. Урядові будівлі закрилися опівдні 28 червня, але кілька приватних підприємств закрилися раніше. Поромне сполучення до Тобаго було припинено, і останній пором, який відправлявся до Сан-Фернандо, відправився з Порт-оф-Спейн вдень 28 червня. Загалом було підготовлено 387 укриттів для шторму, 712 муніципальних службовців були задіяні для забезпечення безпеки. транспортних засобів, які стоять на цих об’єктах.
Тринідад і Тобаго зазнали в основному мінімальних збитків від потенційного тропічного циклону, у деяких районах випали сильні опади та раптові повені. На острові Тобаго служби з надзвичайних ситуацій отримали два повідомлення про пошкодження даху, чотири про повалені дерева, одне про аварію автомобіля та обвалений будинок. 79-річна жінка, яка перебувала в дерев’яному будинку, який обвалився вранці 29 червня, залишилася неушкодженою, але втратила все майно у своєму будинку, яким вона володіла понад 20 років. Місця гніздування шкірястих черепах на пляжах Гранд-Рів'єрсильно постраждали від паводкових вод, змивши тисячі яєць. Щонайменше 40 будинків у селі були затоплені; затоплення на глибину до 6 футів (1,82 м) органічного сміття, розкиданого по пляжу. Кілька зсувів і каменепадів сталися вздовж дороги, що з'єднує села Монте-Відео і Мателот. Понад 200 000 клієнтів по всій країні втратили доступ до питної води, що вплинуло на 26 громад і кілька очисних споруд.

### Мексика
Ураган Бонні посилився до 3 категорії змусив мексиканську владу випустити попередження про сильні опади в штатах Коліма, Герреро, Халіско та Мічоакан, коли він просувався вглиб країни. Влада Мексики попередила про сильні опади в кількох штатах і попередила про хвилі висотою до 3-5 метрів на узбережжі штатів Оахака та Герреро. Ураган «Бонні» послабшав до 1 категорії і, як очікується, перетворився на тропічний шторм після того, як пройшов на північ, біля узбережжя Кабо-Сан-Лукас, у штаті Нижня Каліфорнія.

### В іншому місці
У Коста-Риці 3572 людини були евакуйовані в різних частинах країни до притулків після реєстрації повеней і зсувів. Крім того, 15 кантонів оголосили червону тривогу, а 8593 будинки залишилися без світла.
У Гренаді постачальники електроенергії попередили громадян готуватися до відключень електроенергії та не торкатися зруйнованих ліній електропередач.
У провінції Чирикі, Панама, кілька сімей були евакуйовані через зсуви та сильні дощі.
У Колумбії уряд попередив острів Сан-Андрес, а в сусідній Венесуелі призупинили заняття та авіарейси. Тим часом уряди Нікарагуа та Гондурасу попередили всю свою територію про шторм. У Нікарагуа влада повідомила про чотирьох загиблих у зв'язку зі штормом. Бонні також вбила одну людину  у Сальвадорі, коли він вийшов у басейн Тихого океану.